# 一陽周報
《一陽周報》創刊於1945年9月1日，發行至同年的12月9日的第十二號停刊，編輯地點為台灣台中，該周刊發行人與主編均為台灣知名小說家楊逵。該周報為二次世界大戰後，首先於台灣發行的雜誌，型態為中日文參雜的32開雜誌，頁數則大約為20頁。
一陽周報逢周六出刊，主要目的在於介紹中國文化並推動文化活動。